# Cometa (informatică)
Cometa este un neologism folosit pentru a descrie un model de aplicație web, în care este permis ca un server web sa trimită date unui browser, fără ca browser-ul sa solicite în mod explicit. Comet este un termen umbrela care utilizează mai multe tehnici de realizare a acestei interacțiuni. Toate metodele au în comun faptul că ele se bazează pe tehnologii native ale browser-ului , cum ar fi JavaScript, mai degrabă decât pe plugin-uri proprietare. În teorie, abordarea Cometa diferă de modelul original al aplicațiilor web, în care un browser solicită o pagină întreagă sau bucăți de date pentru a actualiza o pagină de web. În practică, aplicațiile Cometa utilizează de obicei Ajax cu long polling pentru a detecta noi informații pe server.

## Istorie

### Apleturi Java
Abilitatea de a încorpora aplicațiile Java în browsere (începând cu Netscape 2.0 în martie 1996 ) a făcut posibilă comunicarea susținută în două direcții, folosind un socket TCP brut  pentru a comunica între browser și server. Acest soclu poate rămâne deschis atâta timp cât browser-ul se află la documentul care găzduiește aplicația. Evenimentele de notificare pot fi trimise în orice format - text sau binar - și decodate de applet.

### Primul cadru de comunicare browser-to-browser
Prima aplicație care utilizează comunicațiile browser-to-browser a fost Tango Interactive, implementată în 1996-98 la Centrul de arhitecturi paralele nord-est (NPAC), la Universitatea Syracuse, folosind finanțarea DARPA. Arhitectura TANGO a fost patentată de Universitatea Syracuse. Cadrul TANGO a fost utilizat în mod extensiv ca instrument de educație la distanță . Cadrul a fost comercializat de CollabWorx și utilizat într-o duzină de aplicații de comandă și control și instruire din cadrul Departamentului Apărării al Statelor Unite.

### Primele aplicații Comet
Primul set de implementări Comet datează din 2000, cu proiectele Pushlets, Lightstreamer și KnowNow. Pushlets, un cadru creat de Just van den Broecke, a fost una dintre primele implementări  open source. Pushlet-urile s-au bazat pe servlets Java de pe server și pe o bibliotecă JavaScript din partea clientului. Rețelele Bang - o inițiere a companiei Silicon Valley, susținută de cofondatorul Netscape, Marc Andreessen, au avut o încercare finantată de a crea un standard de împingere în timp real pentru întreaga rețea.

## Punerea în aplicare
Datorită aplicațiilor comet, clientul poate interacționa cu serverul în timp real, bazându-se pe o conexiune HTTP permanentă (sau, dacă nu este posibil, o interogare lungă). Deoarece browserele și serverele web funcționează prin HTTP, care nu este proiectat pentru astfel de conexiuni, dezvoltatorii folosesc diferite implementări. Fiecare dintre ele are avantajele și dezavantajele sale.